# Gula linjen (Stockholm)
| Geplante Streckenführung der Gula linjen |                      |                                      |                                      |
| Streckenlänge: | 7,4 km               |                                      |                                      |
| Spurweite: | 1435 mm (Normalspur) |                                      |                                      |
| Zugbeeinflussung: | ATO mit GoA4         |                                      |                                      |
| Zweigleisigkeit: | durchgängig          |                                      |                                      |
| |                      |                                      |                                      |
| \| \| 0,0 \| Fridhemsplan Übergang 10 11 17 18 19 \| Fridhemsplan Übergang 10 11 17 18 19 \| \| \| 0,2 \| \| \| \| \| 2,6 \| Liljeholmen Übergang 13 14 30 \| Liljeholmen Übergang 13 14 30 \| \| \| 3,8 \| \| \| \| \| 4,0 \| Årstaberg Übergang 30 40 41 42 43 44 \| Årstaberg Übergang 30 40 41 42 43 44 \| \| \| 4,7 \| Årstafältet \| Årstafältet \| \| \| 5,4 \| Östbergahöjden \| Östbergahöjden \| \| \| 7,3 \| Älvsjö Übergang 40 41 42 43 44 \| Älvsjö Übergang 40 41 42 43 44 \| \| \| 7,4 \| \| \| \| \| \| \| \| \| \| \| Betriebswerk und Zugdepot Älvsjö \| \| |                      |                                      |                                      |
| U-Bahn-Strecke quer · U-Bahn-Kopfbahnhof Streckenanfang (Strecke außer Betrieb) (im Tunnel) · U-Bahn-Strecke quer | 0,0                  | Fridhemsplan Übergang 10 11 17 18 19 | Fridhemsplan Übergang 10 11 17 18 19 |
| U-Bahn-Überleitstelle / Spurwechsel (Strecke außer Betrieb) (im Tunnel) | 0,2                  |                                      |                                      |
| U-Bahn-Strecke quer · ehemaliger U-Bahn-Turmbahnhof mit Tunnelstrecke (Strecke geradeaus außer Betrieb) (im Tunnel) · U-Bahn-Strecke quer | 2,6                  | Liljeholmen Übergang 13 14 30        | Liljeholmen Übergang 13 14 30        |
| U-Bahn-Überleitstelle / Spurwechsel (Strecke außer Betrieb) (im Tunnel) | 3,8                  |                                      |                                      |
| U-Bahn-Strecke quer · ehemaliger U-Bahn-Turmbahnhof mit Tunnelstrecke (Strecke geradeaus außer Betrieb) (im Tunnel) · U-Bahn-Strecke quer | 4,0                  | Årstaberg Übergang 30 40 41 42 43 44 | Årstaberg Übergang 30 40 41 42 43 44 |
| U-Bahn-Haltepunkt / Haltestelle (Strecke außer Betrieb) (im Tunnel) | 4,7                  | Årstafältet                          | Årstafältet                          |
| U-Bahn-Haltepunkt / Haltestelle (Strecke außer Betrieb) (im Tunnel) | 5,4                  | Östbergahöjden                       | Östbergahöjden                       |
| U-Bahn-Bahnhof (Strecke außer Betrieb) (im Tunnel) | 7,3                  | Älvsjö Übergang 40 41 42 43 44       | Älvsjö Übergang 40 41 42 43 44       |
| U-Bahn-Überleitstelle / Spurwechsel (Strecke außer Betrieb) (im Tunnel) | 7,4                  |                                      |                                      |
| U-Bahn-Tunnelende (Strecke außer Betrieb) |                      |                                      |                                      |
| U-Bahn-Betriebs-/Güterbahnhof Streckenende (Strecke außer Betrieb) |                      | Betriebswerk und Zugdepot Älvsjö     | Betriebswerk und Zugdepot Älvsjö     |

Gula linjen (deutsch Gelbe Linie), intern Tub 4, ist eine in Planung befindliche U-Bahnlinie der Stockholmer tunnelbana. Sie soll von der jetzigen Umsteigestation Fridhemsplan auf der innerstädtischen Insel Kungsholmen in den Süden bis Älvsjö an der Hauptstrecke des Pendeltågs führen. Gula linjen wird die erste vollautomatische U-Bahn-Linie der Stadt und völlig unabhängig vom bisherigen Streckennetz betrieben werden. Sie hat in einer ersten Ausbaustufe 6 Stationen auf über 7 Kilometern Strecke, die allesamt im Tunnel verlaufen. Der Baustart ist für 2025 geplant, die Fertigstellung für 2034.

## Geschichte
Bei den Schweden-Verhandlungen handelt es sich um eine Vereinbarung zwischen dem schwedischen Staat, der jeweiligen Region und Gemeinden zur Entwicklung von mehr Wohnraum und Infrastruktur. Die Verhandlung wurde für die Region Stockholm in 2017 unterzeichnet, wobei die U-Bahn zwischen Fridhemsplan und Älvsjö eines der Projekte ist. Sie ist ein Gemeinschaftsprojekt und wird von einem Projektausschuss geleitet. Die Region Stockholm erstellt einen Vorschlag, wie die Strecke entworfen und gebaut werden kann, und die Pläne werden in gesetzlichen Verfahren für Eisenbahnpläne, Umweltgenehmigungen und detaillierte Pläne festgelegt. In den Jahren 2020 bis 2022 wurde eine Untersuchung möglicher Strecken und Stationen durchgeführt. Die Untersuchung zeigte, dass der größte Nutzen im Verhältnis zu den Kosten dann besteht, wenn die Linie über die Stationen Fridhemsplan, Liljeholmen, Årstaberg, Årstafältet, Östbergahöjden und Älvsjö geführt wird. Außerdem soll sie eine eigenständige Linie sein, die unter anderem neue Möglichkeiten bei der Design- und Technologieauswahl bietet.
Die gelbe Linie wird die erste vollautomatisch betriebene Linie der Stockholmer U-Bahn. Ihr Aufbau und ihre Entwicklung unterscheidet sich in einigen Punkten von den anderen Linien. So wird die Linie an keiner Stelle eine Gleisverbindung in das bestehende Netz haben. Daneben wird die Strecke ausschließlich mittels einer Tunnelbohrmaschine aufgefahren, die von Süden beginnend den Tunnel in bis zu 85 Metern Tiefe errichten wird. Außerdem werden alle neugebauten Stationen außer Fridhelmsplan nur durch Aufzüge, nicht über Rolltreppen zugänglich sein. Und letztlich haben alle Stationen lediglich 75 Meter lange Bahnsteige im Vergleich zu den bisher üblichen 145 Metern Länge auf den anderen U-Bahn-Linien der Stadt.
Für das Betriebswerk und das Zugdepot wurden in einer Voruntersuchung fast ein Dutzend Standorte in Västberga sowie Älvsjö untersucht. Es wird empfohlen, die Standortalternativen in Älvsjö vertieft zu analysieren.
Bis Mai 2023 war der Abzweig von Odenplan nach Arenastaden als gelbe Linie geplant, wurde dann jedoch der Gröna linjen zugeordnet.

## Strecke
Die geplante Streckenführung der Gula linjen beginnt an der Station Fridhemsplan in einer Tiefe von etwa 60 Metern unter den vorhandenen Tunneln der Blå und Gröna linjen und kann über deren Ein- und Ausgänge erreicht werden. Von dort führt die Strecke in südlicher Richtung unter den Riddarfjärden sowie den Inseln Långholmen und Reimersholme, bevor es unter dem Liljeholmsviken in rund 85 Metern Tiefe nach etwa 2,6 Kilometern Strecke zur Umsteigestation Liljeholmen, die immer noch in rund 80 Metern Tiefe liegt, geht. Im Bogen wendet sich die Strecke jetzt nach Südosten und nach 4 Kilometern wird die Umsteigestation Årstaberg, die etwa 45 Meter tief unter der Erde liegt, erreicht. Von dort geht es weiter bis zur Station Årstafältet, die bei Streckenkilometer 4,7 und in etwa 55 Metern Tiefe liegt. Nach dieser wendet sich die gelbe Linie im Rechtsbogen in Richtung Südwesten und erreicht nach 5,4 Kilometern die Station Östbergahöjden, die bereits im Stadtteil Älvsjö und ebenfalls rund 55 Meter unter der Erde liegt.
Nach einem langen, fast geraden und ansteigendem Abschnitt endet die Strecke der gelben Linie nach 7,3 Kilometern und in etwa 35 Metern Tiefe in der Umsteigestation Älvsjö, von wo sie zunächst unterirdisch weiterführt in das dann voraussichtlich oberirdisch errichtete Betriebswerk und Zugdepot Älvsjö.
Die Stationen der Gula linjen haben ausschließlich Mittelbahnsteige. Auf der Strecke befinden sich drei gekreuzte Überleitstellen: jeweils unmittelbar hinter Fridhelmsplan, vor Årstaberg und hinter Älvsjö. Damit sind Gleiswechsel und Zugkehrungen flexibel möglich.

## Fahrzeuge
Im September 2023 beschloss die Region Stockholm, dass die Gula linjen fahrerlos betrieben werden soll. Die Züge werden dabei vollautomatisch mit Hilfe von Computern gesteuert und nicht, wie bei den bisherigen Linien, durch Fahrer in den Führerständen. Gleichzeitig überwacht das Personal in der Verkehrszentrale ständig die Züge und kann sehen, wo sie sich befinden und welchen Status sie haben. Mithilfe von Kameras und verschiedenen technischen Systemen verfolgen sie das Geschehen in der U-Bahn. Die vollautomatische Betriebsführung sorgt für mehr Komfort bei gleichmäßigerer Geschwindigkeit mit gezielterer Beschleunigung und Bremsung. Dazu gibt es für die Fahrgäste korrektere und detailliertere Verkehrsinformationen in Echtzeit an Bord der Züge und an den Stationen.
In den Berechnungen und Analysen zu Bevölkerungsprognosen und Reisetrends wird bei Öffnung der gelben Linie mit einem 5-Minuten-Takt im Spitzenverkehr gerechnet. Bei Bedarf kann die Anzahl der Abfahrten auch angepasst und erhöht werden, indem von geringem Verkehr auf Spitzenverkehr erhöht wird. Im Zusammenhang mit beispielsweise Großveranstaltungen an Wochenenden oder anderen verkehrsreichen Zeiten können schnell mehr Züge eingesetzt werden.
Die Züge werden 70 Meter lang sein und damit zwar dem heute eingesetzten, als Halbzug bezeichneten vierteiligen Typ C30 entsprechen, aber nicht wie dieser in Doppeltraktion unterwegs sein, sondern nur einzeln, da die Bahnsteiglängen der neuen Linie lediglich 75 Meter betragen werden im Vergleich zu den üblicherweise 145 Metern auf den drei anderen Linien. Dafür kann Dank ATO mit Stufe GoA4 mit sehr kurzer Taktfolge ein hoher Bedienkomfort und eine hohe Beförderungskapazität erreicht werden. Geplant ist der Einsatz von 4 bis 10 Zügen gleichzeitig.